# Sauriermuseum Aathal

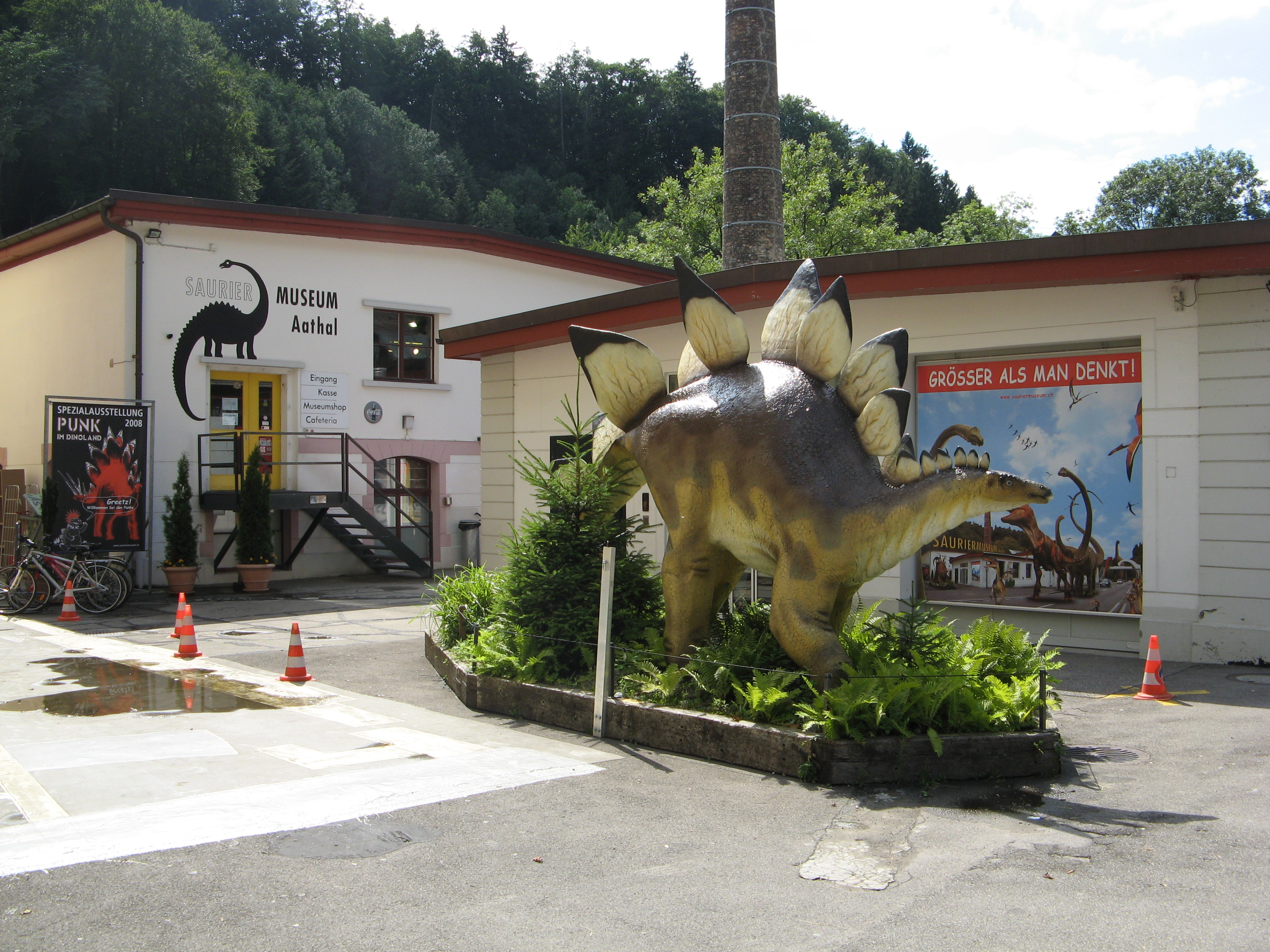
Eingang (2008)

Spinnerei Unteraathal, aufgenommen von Walter Mittelholzer

Das Sauriermuseum Aathal ist ein nicht-subventioniertes, paläontologisches Museum. Es befindet sich in den Gebäuden der ehemaligen Spinnerei Unteraathal an der Strasse zwischen Uster und Wetzikon im Weiler Unteraathal in der Gemeinde Seegräben im Schweizer Kanton Zürich. Das Museum wurde 1992 von Hans-Jakob Siber gegründet und wird bis heute von ihm privat – ohne staatliche Unterstützung – geführt.
Das Museum besitzt eine grosse, paläontologische Sammlung mit 200 Exponaten, darunter Dinosaurierskelette aus aller Welt sowie diverse Nachbildungen, von kleineren Dinosaurierarten unter 2 Meter Länge bis zur 23 Meter langen Skelett-Rekonstruktion eines Brachiosaurus. Weiter sind u. a. ausgestellt: Diplodocus, Camarasaurus, Apatosaurus (früher: Brontosaurus), ein junger Sauropode, Othnielia, Stegosaurus und der fleischfressende Allosaurus, Pterosaurier, grosse meeresbewohnende Reptilien und weitere Fossilien vom Kambrium bis zur Eiszeit. Diese Dinosaurier-Skelette sind, zusammen mit vielen anderen Fossilien im Museum, von grossem wissenschaftlichen Wert.
Aus dieser hochkarätigen Sammlung wurden im Jahr 2020 zehn Exemplare an die Universität Zürich "verschenkt", damit sie unabhängig vom Sauriermuseum in der Schweiz vereint bleiben. Mindestens drei davon blieben laut damaligen Plänen noch länger in Aathal ausgestellt.
Das Museum betreibt eine eigene Grabungsstelle im US-Bundesstaat Wyoming. Seit 1990 wurden unter anderem nahezu vollständig erhaltene Skelette von zwei Allosaurus und von zwei Stegosauriern entdeckt. Durch Ausleihe von vier eigenen Skeletten im Jahr 2022 erhielt das Museum nach dessen Präparation den Triceratops "Willard", der zusammen mit den Ausgeliehenen in einer Ausstellung in Hongkong von 890'000 Besuchern gesehen worden und danach in München zu sehen war. Ab April 2025 wurde das zu 45 Prozent erhaltene und mit Nachproduktionen komplettierte Skelett in Aathal erstmals gezeigt.
Vor Willard war im Jahr 2024 erstmals in der Schweiz ein Tyrannosaurus Rex in einem Museum zu sehen. Nach der Versteigerung des Skeletts Trinity an eine belgische Stiftung ermöglichte diese Stiftung die Ausstellung von Trinity im Sauriermuseum während eines Jahres. Das Skelett brachte dem Museum einen Zuschauerrekord mit 1'500 Besuchern an einem einzelnen Tag.

## Bilder

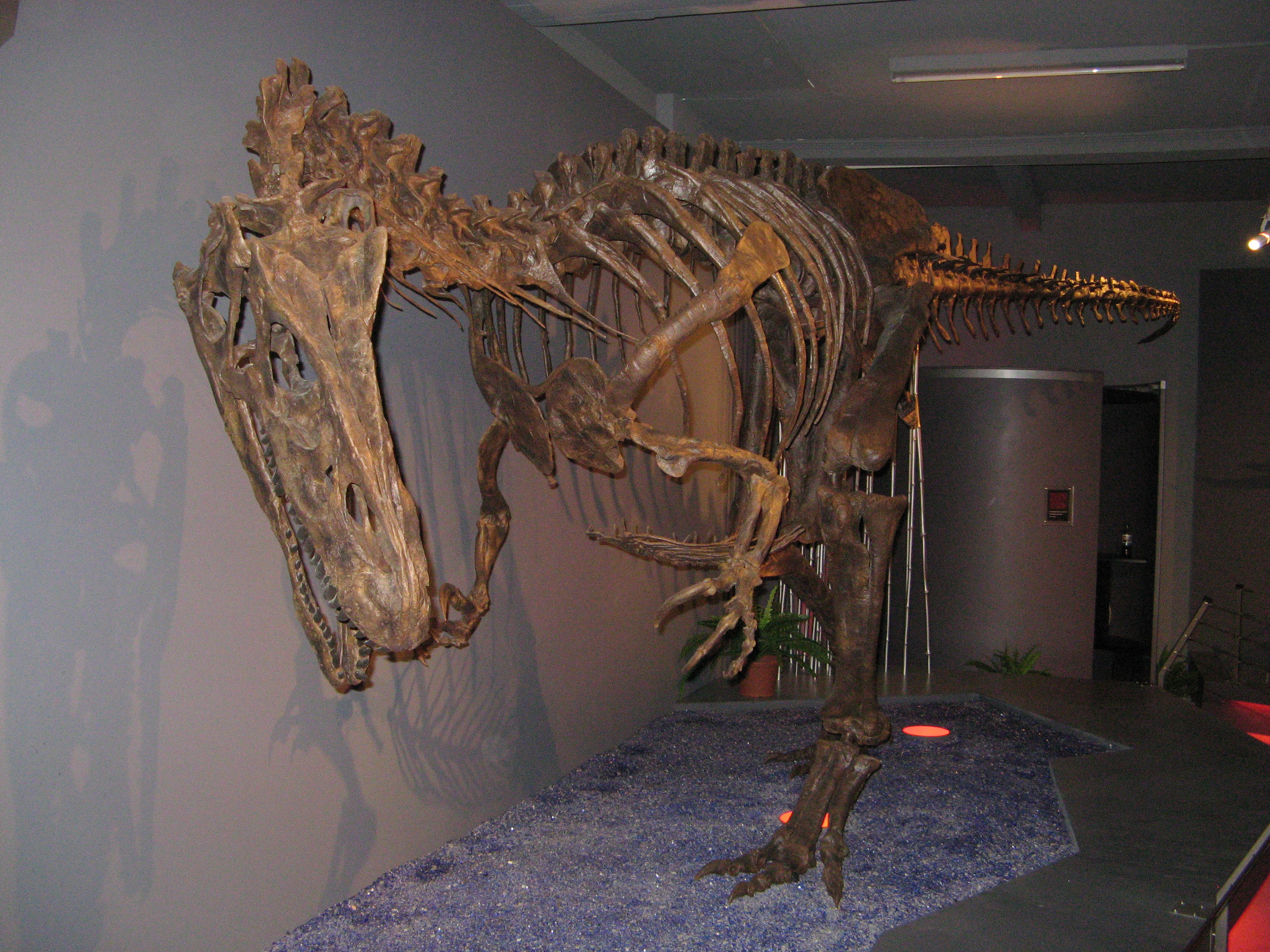
Nachbildung eines Allosaurus-Skeletts
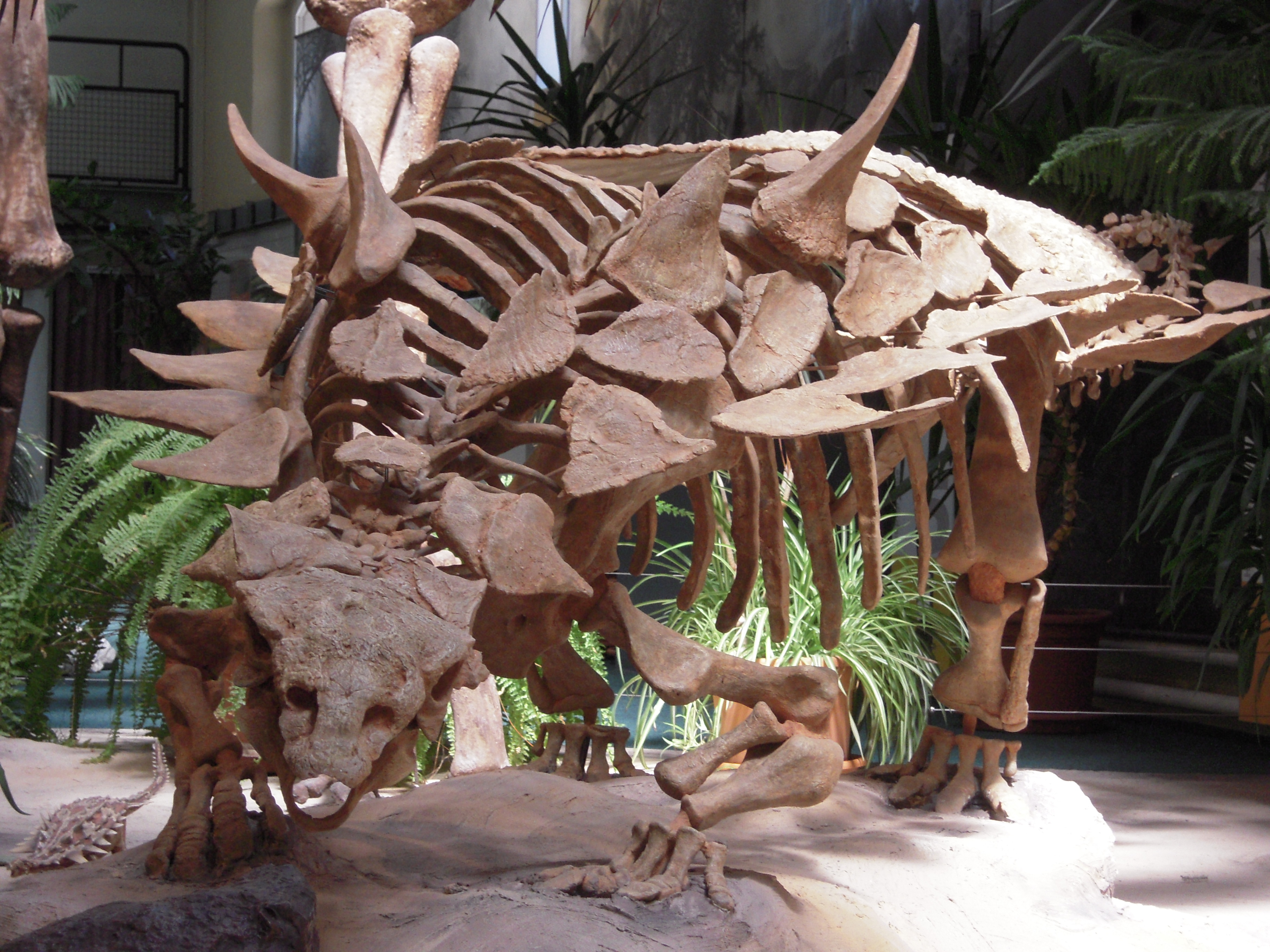
Skelettrekonstruktion des Ankylosauriers Gastonia
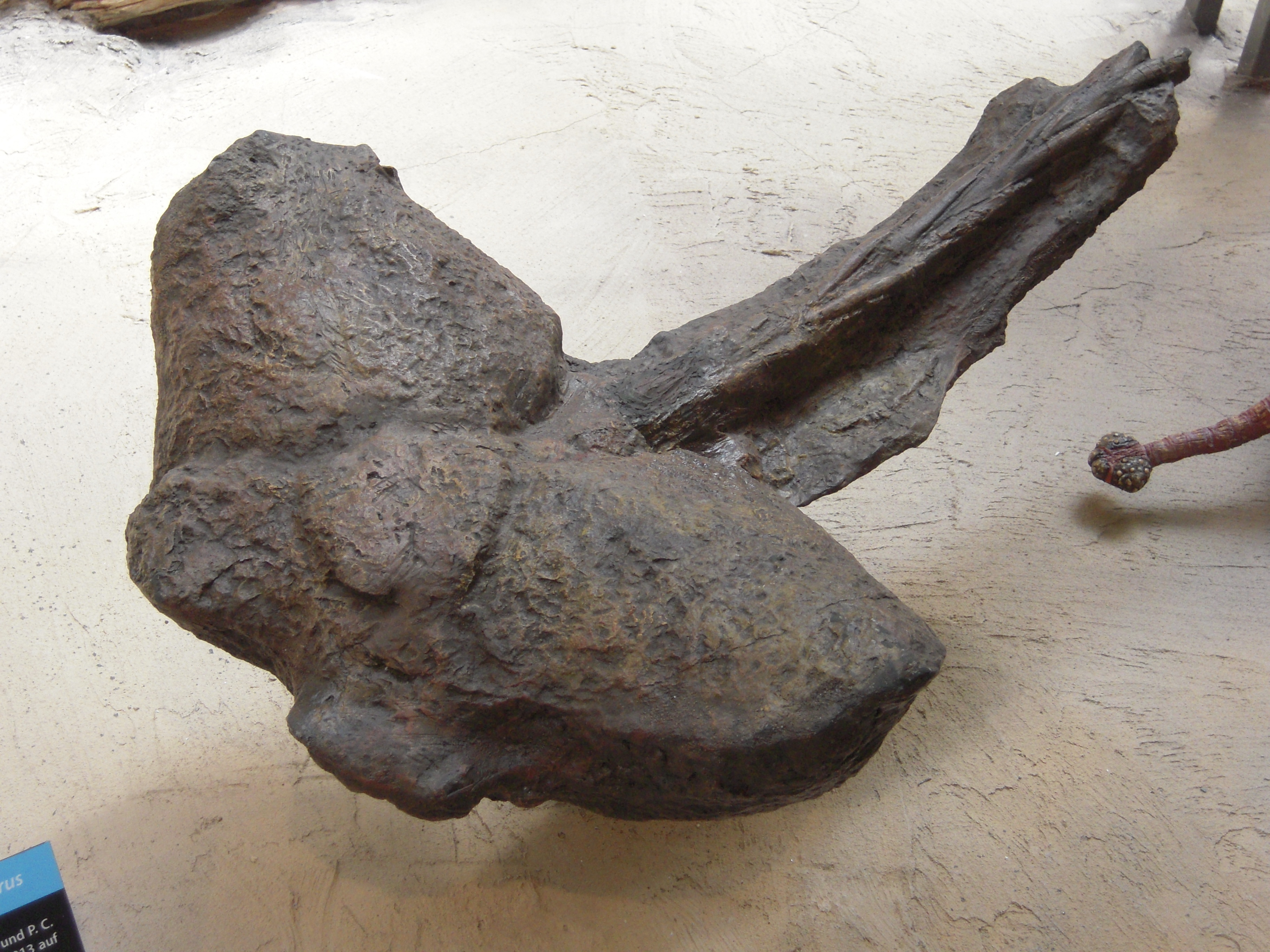
Schwanzkeule eines Ankylosaurus
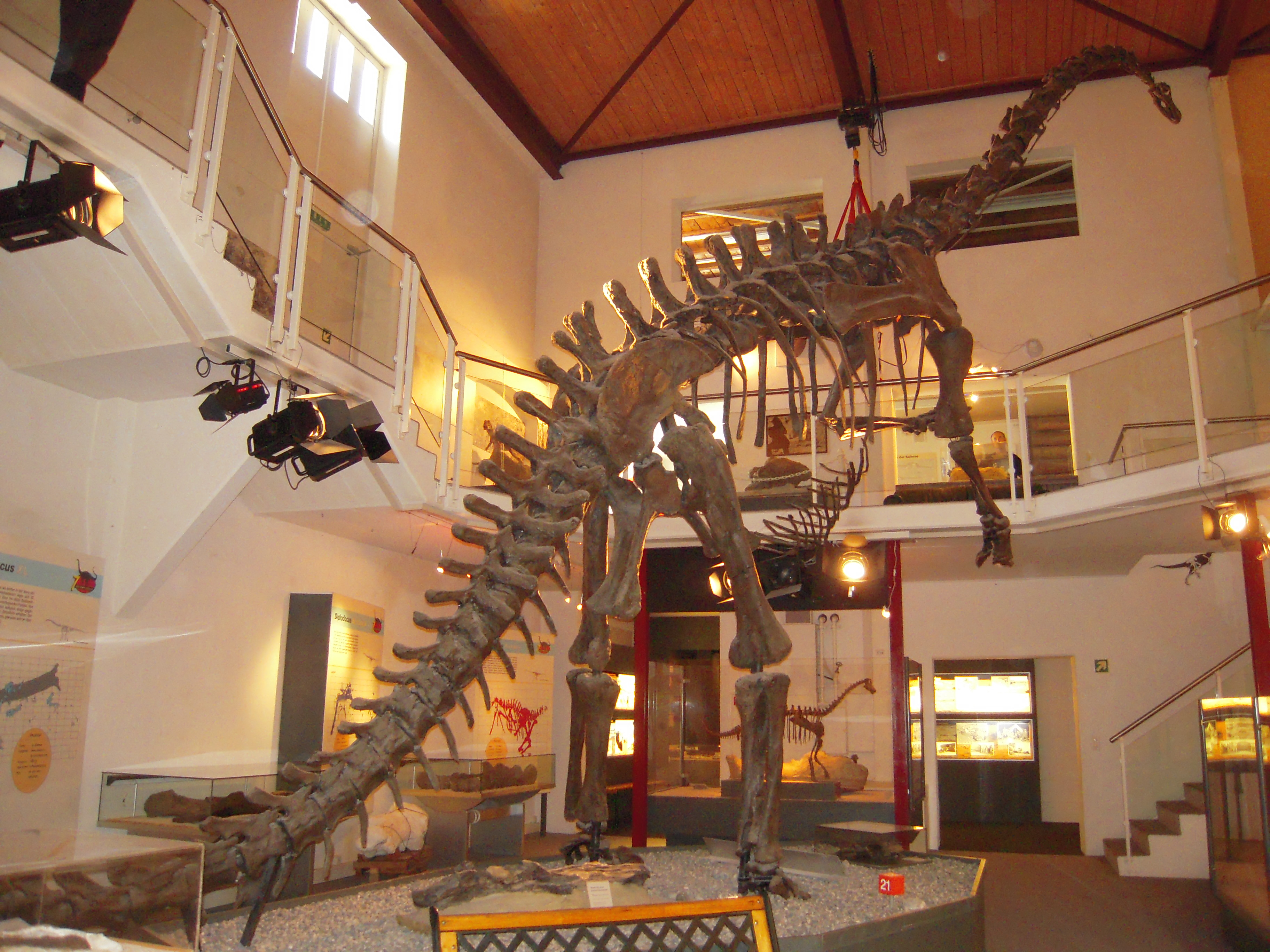
Skelettrekonstruktion von Diplodocus
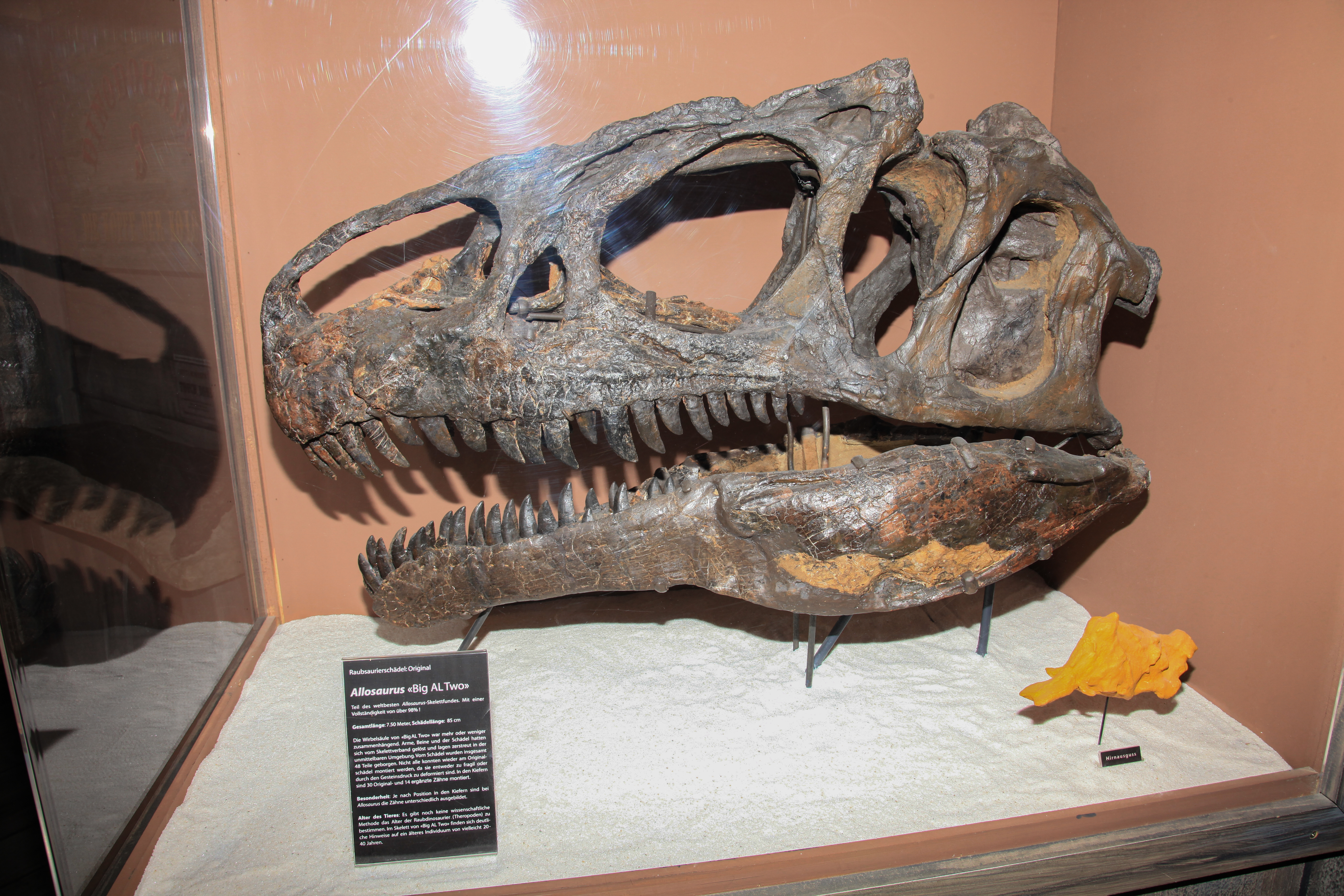
Original Raubsaurierschädel eines Allosaurus